# Кампо-ди-Джове
Кампо-ди-Джове (итал. Campo di Giove) — коммуна в Италии, расположена в области Абруццо, подчиняется административному центру Л’Акуила.
Население составляет 916 человек (на 2005 г.), плотность населения составляет 30,13 чел./км². Занимает площадь 30,4 км². Почтовый индекс — 67030. Телефонный код — 0864.
Покровителем коммуны почитается святой Евстафий Плакида. Праздник ежегодно празднуется 20 сентября.